# 李克勤 (易學家)
李克勤（1952年10月6日—2020年10月18日），香港命理學家，祖籍廣東台山。1996年移民加拿大溫哥華開班教授各玄學術數，並經常往來美國、香港、中華人民共和國、台灣及東南亞勘察風水。

## 簡介
李克勤少年時由林真傳授五術，包含掌相、命理，風水、奇門遁甲等，具玄學根基。著有超過60本命理書籍。在《星島日報》和《明報》擔任專欄作家，並在溫哥華的加拿大中文電台、華僑之聲和新時代電視擔任過嘉賓，替觀眾和聽眾解答風水及命理問題。
90年代香港出現三位李克勤，造成了混淆。一位是易學家林真之子李克勤（LI HAK KAN），而另一位是天易堂命理堪虞家李克勤（LEE HAK KAN FRANK），第三位則是擁有36年歌唱經驗的香港著名歌手李克勤。

## 著作
- 《風水飛星》
- 《鐵算盤》
- 《演禽神數》
- 《楊公默授秘旨解》
- 《教你識八字》
- 《命理八字為什麼》
- 《命理何知歌新解》
- 《命理六神格局歌訣新解》
- 《寶鑑例釋錄》
- 《易卜何知歌新解》
- 《面相氣色何知歌新解》
- 《金鎖銀匙歌新解》
- 《太乙照神經》
- 《巒頭精義》
- 《奇門遁甲演釋》
- 《風水飛星紫白訣新解》
- 《術數百年曆》
- 《術數百年曆2》
- 《教你用通勝》
- 《呂祖靈簽精解》
- 《車公靈簽精解》
- 《風水招財進寶術》
- 《教你拜神：新春接福迎財篇》
- 《談奇述異》
- 《羊年招財進寶通勝》
- 《鼠年求財通勝》
- 每年的運程書

## 外部鏈接
李克勤的官方網頁 （页面存档备份，存于）